# ريكاردو كابريرا مارتينيز
ريكاردو كابريرا مارتينيز (بالإسبانية: Ricardo Cabrera Martínez) هو ملحن ودبلوماسي وشاعر سلفادوري، ولد في 28 أكتوبر 1912 في سانتا تكلا، السلفادور في السلفادور، وتوفي في 2007 في سالفادور في البرازيل.